# Ryska konstakademien

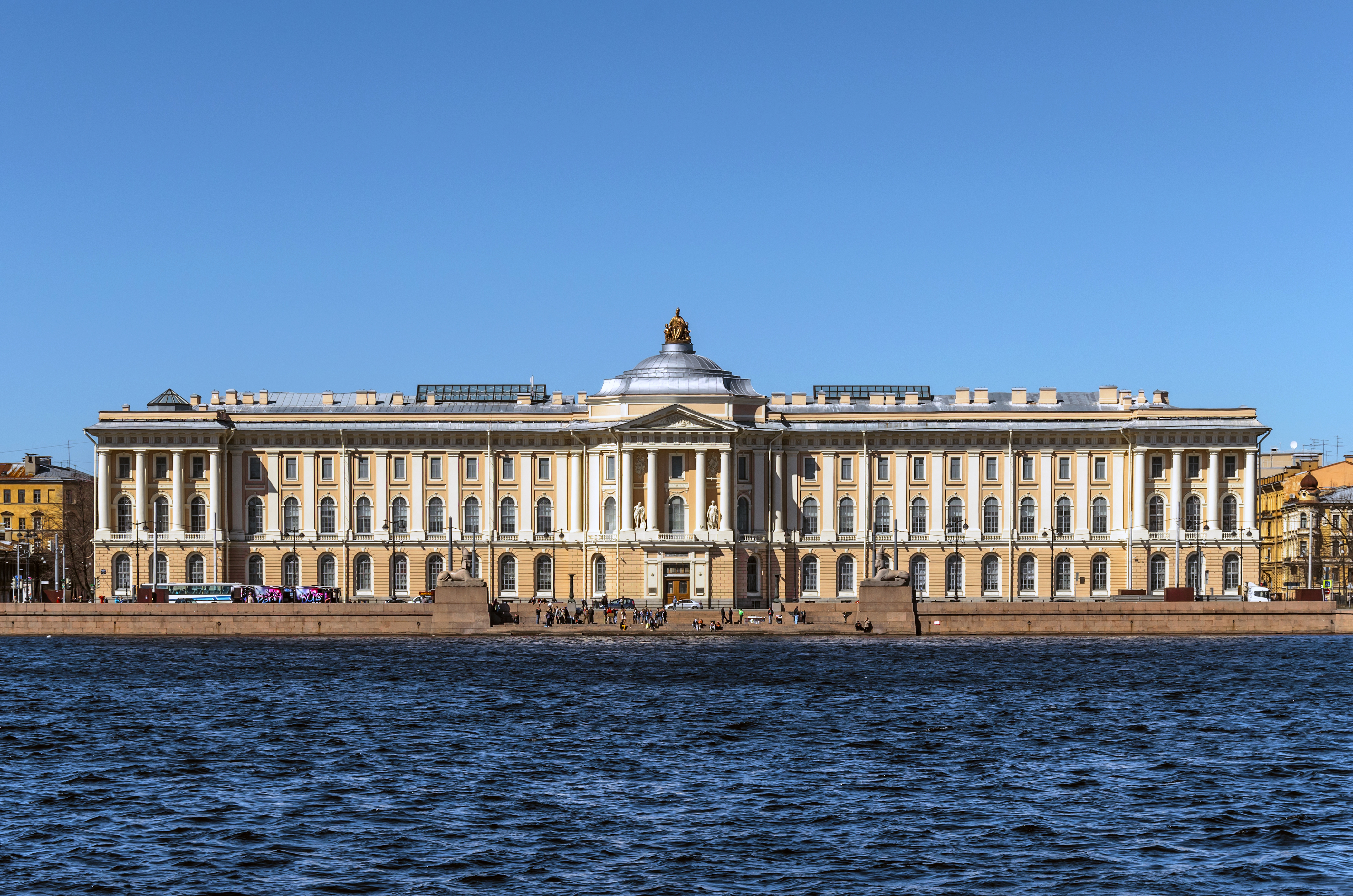
Huvudbyggnaden, byggd 1764-1789 och ritad av Jean-Baptiste Vallin de la Mothe och Alexander F. Kokorinov.

Den ryska konstakademien i Sankt Petersburg grundades 1757 av Ivan Sjuvalov under namnet De tre ädla konsternas akademi. Katarina den stora ändrade namnet till Den kejserliga konstakademien och lät uppföra en ny byggnad som stod klar 1789. Byggnaden ligger mitt emot Vinterpalatset vid Nevas strand. Akademien förespråkade en neoklassisk stil och teknik och sände sina studenter på fortbildning till europeiska storstäder. Studier vid akademien var nödvändiga för att en konstnär skulle kunna göra karriär.
Akademien upplöstes formellt 1917 under Ryska revolutionen, men fortsatte som konsthögskola under andra namn. Fri undervisning infördes och sökande från hela landet tävlade vid hårda intagningsprov. År 1947 flyttades den nationella konsthögskolan till Moskva och en stor del av institutionens konstsamling överfördes till Hermitaget. Den gamla byggnaden i Sankt Petersburg blev Ilja Repins Leningradinstitut för måleri, skulptur och arkitektur, omdöpt för att hedra en av Rysslands främsta konstnärer inom realismen. Högskolan heter sedan 1991 Sankt Petersburgs institut för måleri, skulptur och arkitektur.